# بيتر ديمنغ
بيتر ديمنغ (بالإنجليزية: Peter Deming)‏ هو مصور سينمائي أمريكي، ولد في 13 ديسمبر 1957 في بيروت في لبنان.

## وصلات خارجية
- بيتر ديمنغ على موقع IMDb (الإنجليزية)
- بيتر ديمنغ على موقع ألو سيني (الفرنسية)
- بيتر ديمنغ على موقع أول موفي (الإنجليزية)
- بيتر ديمنغ على موقع بوكس أوفيس موجو (الإنجليزية)
- بيتر ديمنغ على موقع قاعدة بيانات الأفلام السويدية (السويدية)
- بيتر ديمنغ على موقع قاعدة بيانات الفيلم (الإنجليزية)
- بيتر ديمنغ على موقع كينوبويسك (الروسية)